# Der Kalif al-Ma'mun und das Mädchen vom Stamm der Kilab
Der Kalif al-Ma'mun und das Mädchen vom Stamm der Kilab ist eine Erzählung aus Tausendundeiner Nacht. In der Arabian Nights Encyclopedia wird sie als ANE 543 gelistet (→ Tausendundeine Nacht – Liste der Geschichten). Sie eine Binnengeschichte von Windows on the Garden of History (ANE 481).

## Handlung
Als der Abbasiden-Kalif al-Ma'mun eines Tages mit seiner Eskorte von der Jagd zurückkehrt, trifft er an einem Brunnen eine junge Araberin, die so schön war wie der Mond, mit wohlgeformten Brüsten. Auf ihrem Rücken trug sie einen Schlauch voll Wasser und ging weg, als sie die herannahenden Reiter sah. Doch war der Verschluss ihres Schlauchs nicht richtig zu und so verteilte sich das Wasser über ihren Schultern.  
Daraufhin fragte al-Ma'mun das Mädchen nach ihrem Stamm und sie erwiderte, dass sie zu den Banu Kilab (arabisch بنو كلاب) gehöre. Al-Ma'mun wusste, dass dies ein edler Stamm war, neckte das Mädchen, fragte jedoch das Mädchen neckisch, ob es ihr nicht ausmache, zum "Stamm der Hunde" (das Wort Kilab (كلاب) ist der Plural von Kalb (كلب): Hund). Das Mädchen wies al-Ma'muns Worte spöttisch zurück, zeigte sich gebildet und wortgewandt und betonte die Ehre ihres Stammes. Dann fragte sie ihn nach seinem Stamm. Daraufhin legte al-Ma'mun nacheinander dem Mädchen gegenüber offen, dass er vom Stamm der Banu Kinana abstamme, aus dem Unterstamm der Quraisch, des Zweigs der Haschimiten und der Familie des Kalifen. 
So erkannte das Mädchen, dass er der Kalif war und warf sich ehrfürchtig vor ihm nieder. Al-Ma'mun war von dem Mädchen so angetan, dass er nun beschloss es zu heiraten. So er den Anführers des Clans der Banu Kilab, erklärte seine Heiratsabsicht und gab ihm die Steuerrechte für fünf Jahre im Hidschaz und gab dem Mädchen eine Morgengabe von hunderttausend Gold-Dinar. Die Hochzeit übertraf in ihrer Pracht und Kosten selbst jene in der Zeit von al-Ma'muns Vater Harun al-Raschid. In der Hochzeitsnacht gab er der Mutter des Mädchens eintausend Gold-Dinar auf einem Tablett, die sie über den Kopf ihrer Tochter ausschüttete.
Das Mädchen gebar dem Kalifen einen Sohn namens Abbas und gehörte zu den gebildetsten und eloquentesten Frauen in der Geschichte des Islam.

## Hintergrund
Die Geschichte findet sich ausschließlich im Reinhardt-Manuskript von Tausendundeine Nacht. In der klassisch-arabischen Literatur findet sich die Geschichte in I'lam al-Nas von Muhammad Diyab al-Itlidi (17. Jahrhundert).

## Reale Figur des Mädchens
Am Ende der Geschichte wird erwähnt, dass das Mädchen dem Kalifen al-Ma'mun einen Sohn namens Abbas schenkte. Tatsächlich hatte der Abbasiden-Kalif einen Sohn namens al-Abbas ibn al-Ma'mun, der allerdings kein Sohn einer Ehefrau, sondern der Sklavin und Konkubine Sundus war.

## Ausgaben
- Joseph-Charles Mardrus: The Book of the Thousand Nights and One Night. Übersetzung ins Englische von Powys Mathers. 4 Bände. Routledge, London 1986, Band 4, S. 502–505.